# 韓奇峰
韓 奇峰（かん きほう、Han Qifeng、? - 1862年）は、清末の捻軍の反乱の指導者の一人。韓老万と呼ばれた。
安徽省潁州府亳州曹市集出身。地主出身であったが、捻軍の蜂起に参加し、1855年の雉河集の会盟に参加して、藍旗旗主となった。1857年、盟主の張楽行に従い淮南に進軍し、陳玉成率いる太平天国軍と連合して正陽関を占領し、寿州を包囲した。このときに弟の韓碧峰・韓秀峰を捻軍代表として太平天国軍に派遣して、連絡にあたらせた。1858年に陳玉成とともに固始を包囲したが、陥落させることができず、根拠地に帰った。1862年、センゲリンチン（僧格林沁）率いる清軍が捻軍への攻撃を開始すると、防衛にあたったが、砲弾にあたって戦死した。